# Hội đồng Thuộc địa Nam Kỳ
Hội đồng Thuộc địa Nam Kỳ (tiếng Pháp: Conseil colonial), hay Hội đồng Quản hạt Nam Kỳ, là một nghị viện tư vấn của chính quyền thuộc địa của Pháp ở Nam Kỳ.

## Lịch sử

### Thành phần hội đồng
Thành lập ngày 8 tháng 2 năm 1880, Hội đồng có 18 thành viên: 6 người Việt và 12 người Pháp. Năm 1920, Toàn quyền Đông Dương Maurice Long cho tăng con số này lên thành 10 người Việt và 14 người Pháp vì yêu sách vận động của Đảng Lập hiến Đông Dương. Sắc lệnh ngày 6 tháng 1 năm 1922 quy định rõ thành phần của Hội đồng:
1. 10 người Pháp, do đầu phiếu trực tiếp
2. 10 người bản xứ, do đầu phiếu hạn chế
3. 2 đại diện của Phòng Thương mại Sài Gòn và 2 đại diện của Phòng Canh nông, số người Pháp và bản xứ chia đồng đều.

Ngoài ra trong số 7 thành viên trong Ủy hội thường trực của Hội đồng Quản hạt thì số người bản xứ hạn chế chỉ được 2 người. Dân gian bấy giờ thường gọi những ủy viên hội đồng này là ông Hội đồng.

### Cử tri
Quyền đầu phiếu đối với người bản xứ khá khắt khe. Cử tri phải 25 tuổi trở lên và đạt những tiêu chuẩn như:
1. Địa chủ đóng ít nhất 10 piastre thuế ruộng hằng năm
2. Thương gia
3. Đậu bằng primaire supérieur (tiếng Việt gọi là Cao đẳng tiểu học) hoặc cao hơn
4. Công chức hạng trung với tối thiểu 5 năm thâm niên
5. Đậu bằng chuyên môn với tối thiểu 10 năm thâm niên
6. Cai tổng, kỳ mục và phụ tá với ít nhất 3 năm thâm niên.

Sang thập niên 1920 thì thay đổi chút đỉnh, nâng tổng số cử tri lên khoảng 20,000:
1. Địa chủ đóng 20 piastre trở lên thuế ruộng
2. Thương gia với ít nhất ba năm nộp thuế
3. Công chức hạng trung với tối thiểu 5 năm thâm niên
4. Đậu bằng chuyên môn với tối thiểu 5 năm thâm niên
5. Cai tổng, kỳ mục và những người được huy chương quân đội.

Hội đồng này có hai nhiệm vụ chính:
1. thảo luận các vấn đề chi thu cho ngân sách xứ Nam Kỳ,
2. quản lý đất tư hữu cùng dự án công cộng.

### Hoạt động
Hội đồng Thuộc địa phần lớn chú tâm đến việc bảo vệ địa vị và quyền lợi của người Pháp, giới công chức và doanh nhân. Điển hình là Paul Blanchy, chủ đồn điền hạt tiêu quyền thế ở Nam Kỳ nắm chức chủ tịch gần 20 năm, từ năm 1882 đến khi mất năm 1901. Blanchy còn là Thị trưởng thành phố Sài Gòn. Nhóm thực dân này chống đối việc sáp nhập Nam Kỳ vào Liên bang Đông Dương để được rộng quyền hành xử mà không bị chính trị chính quốc chi phối.
Nghị viên người Việt đại diện cho khoảng 10.000 cử tri trên tổng số 2 triệu dân của toàn xứ Nam Kỳ bấy giờ. Năm 1922 chính quyền thực dân cho sửa đổi luật pháp nới rộng quyền đầu phiếu nên số cử tri tăng thành 20.000. Đối với người Việt, vì hoạt động của cơ quan này bị hạn chế chỉ với tính cách tư vấn nên Hội đồng không để lại mấy thành tích ngoài những cuộc vận động bầu cử vào những thập niên 1920 và 1930 do Đảng Lập hiến Đông Dương của Bùi Quang Chiêu, Nguyễn An Ninh, và nhóm Cộng sản Đệ tứ Tạ Thu Thâu. Năm 1926 trong số 10 ghế của người bản xứ thì đảng viên Đảng Lập hiến đắc cử cả 10.
Đáng ghi nhận là Nguyễn Phan Long, ứng cử viên đắc cử năm 1922, đại diện vùng Sài Gòn và được bầu làm Phó chủ tịch Hội đồng.
Ngày 9 tháng 3 năm 1945, Đế quốc Nhật Bản đảo chính Pháp tại Đông Dương, đến tháng 7 thì họ lập ra Hội đồng Nam Kỳ, thay thế Hội đồng Quản hạt. Chủ tịch Hội đồng Nam Kỳ là Trần Văn Ân; phó chủ tịch là Kha Vạng Cân. Hội đồng Nam Kỳ chỉ tồn tại được 1 tháng, đến 25 tháng 8 thì lực lượng Việt Minh do Trần Văn Giàu lãnh đạo đã đoạt chính quyền.

## Những nhân vật từng đứng tên trong Hội đồng Thuộc địa
- Trương Văn Bền
- Diệp Văn Cương
- Bùi Quang Chiêu
- Paul Cavanaggio: chủ báo Nông cổ mín đàm
- Phan Văn Hùm
- Nguyễn Phan Long
- Nguyễn Văn Sâm
- Tạ Thu Thâu
- Cao Triều Phát
- Lê Văn Trung
- TRẦN VĂN CỘI
- Lê Văn Chẩn: Mỹ Tho